# Torneo masculino de voleibol en los Juegos Panamericanos de 2015
El torneo masculino de voleibol en los Juegos Panamericanos de 2015 se llevó a cabo desde el 16 al 26 de julio. Todos los partidos se jugaron en el Exhibition Centre. Brasil defendió la medalla de oro conseguida en los Juegos de Guadalajara 2011.

## Equipos participantes
- Sudamérica (CSV):  Brasil /  Argentina /  Colombia
- Norteamérica, Centroamérica y el Caribe (NORCECA):  Estados Unidos /  Cuba /  México /  Puerto Rico /  Canadá1

1Clasificado directamente como el país anfitrión.
| Grupo A   | Grupo B        |
| --------- | -------------- |
| Brasil    | Estados Unidos |
| Colombia  | Puerto Rico    |
| Cuba      | México         |
| Argentina | Canadá         |

## Formato de competición
El torneo se juega desarrolla dividido en dos fases: fase preliminar y fase final.
En la fase preliminar los 8 equipos participantes se dividen en dos grupos de 4 equipos cada uno, en cada grupo se juega con un sistema de todos contra todos y los equipos son ordenados de acuerdo a los siguientes criterios:
- Mayor número de partidos ganados
- Mayor número de puntos obtenidos, los cuales son otorgados de la siguiente manera:
  - Partido con resultado final 3-0: 5 puntos al ganador y 0 puntos al perdedor.
  - Partido con resultado final 3-1: 4 puntos al ganador y 1 puntos al perdedor.
  - Partido con resultado final 3-2: 3 puntos al ganador y 2 puntos al perdedor.

Si dos o más equipos terminan igualados en puntos se aplican los siguientes criterios de desempate:
- Proporción entre los puntos ganados y los puntos perdidos (Puntos ratio).
- Proporción entre los sets ganados y los sets perdidos (Sets ratio).
- Si el empate persiste entre dos equipos se le da prioridad al equipo que haya ganado el último partido entre los equipos implicados.
- Si el empate persiste entre tres equipos o más se realiza una nueva clasificación solo tomando en cuenta los partidos entre los equipos involucrados.

## Resultados

### Ronda preliminar
– Clasificados a las semifinales.      – Clasificados a los cuartos de final.      – Pasan a disputar el partido por el 7.° y 8.° lugar.

#### Grupo A
|     |           |     | Partidos | Partidos | Partidos | Sets | Sets | Sets  | Puntos | Puntos | Puntos |
| Pos | Equipo    | Pts | PJ       | PG       | PP       | SG   | SP   | Ratio | PG     | PP     | Ratio  |
| --- | --------- | --- | -------- | -------- | -------- | ---- | ---- | ----- | ------ | ------ | ------ |
| 1   | Brasil    | 12  | 3        | 2        | 1        | 8    | 3    | 2.667 | 258    | 220    | 1.173  |
| 2   | Argentina | 9   | 3        | 2        | 1        | 6    | 4    | 1.500 | 243    | 205    | 1.185  |
| 3   | Cuba      | 9   | 3        | 2        | 1        | 7    | 5    | 1.400 | 255    | 212    | 1.202  |
| 4   | Colombia  | 0   | 3        | 0        | 3        | 0    | 9    | 0.000 | 149    | 225    | 0.662  |

| Fecha       | Hora  | Partido   | Partido   | Partido   | Sets  | Sets  | Sets  | Sets  | Sets  | Puntuación total | Reporte   |
| Fecha       | Hora  |           | Resultado |           | 1     | 2     | 3     | 4     | 5     | Puntuación total | Reporte   |
| ----------- | ----- | --------- | --------- | --------- | ----- | ----- | ----- | ----- | ----- | ---------------- | --------- |
| 17 de julio | 13:35 | Brasil    | 3 – 0     | Colombia  | 25-16 | 25-13 | 25-16 | -     | -     | 75 – 45          | [P2] [P3] |
| 17 de julio | 21:05 | Argentina | 3 – 1     | Cuba      | 25-20 | 25-15 | 23-25 | 25-15 | -     | 98 – 75          | [P2] [P3] |
| 19 de julio | 13:35 | Brasil    | 2 – 3     | Cuba      | 20-25 | 25-18 | 23-25 | 25-22 | 11-15 | 104 – 105        | [P2] [P3] |
| 19 de julio | 19:05 | Argentina | 3 – 0     | Colombia  | 25-14 | 25-16 | 25-21 | -     | -     | 75 – 51          | [P2] [P3] |
| 21 de julio | 13:35 | Brasil    | 3 – 0     | Argentina | 29-27 | 25-21 | 25-22 | -     | -     | 79 – 70          | [P2] [P3] |
| 21 de julio | 21:05 | Cuba      | 3 – 0     | Colombia  | 25-16 | 25-19 | 25-18 | -     | -     | 75 – 53          | [P2] [P3] |

#### Grupo B
|     |                |     | Partidos | Partidos | Partidos | Sets | Sets | Sets  | Puntos | Puntos | Puntos |
| Pos | Equipo         | Pts | PJ       | PG       | PP       | SG   | SP   | Ratio | PG     | PP     | Ratio  |
| --- | -------------- | --- | -------- | -------- | -------- | ---- | ---- | ----- | ------ | ------ | ------ |
| 1   | Canadá         | 12  | 3        | 3        | 0        | 9    | 3    | 3.000 | 280    | 249    | 1.124  |
| 2   | Puerto Rico    | 10  | 3        | 2        | 1        | 7    | 4    | 1.750 | 268    | 248    | 1.081  |
| 3   | Estados Unidos | 7   | 3        | 1        | 2        | 6    | 7    | 0.857 | 295    | 294    | 1.003  |
| 4   | México         | 1   | 3        | 0        | 3        | 1    | 9    | 0.111 | 195    | 247    | 0.789  |

| Fecha       | Hora  | Partido        | Partido   | Partido        | Sets  | Sets  | Sets  | Sets  | Sets  | Puntuación total | Reporte   |
| Fecha       | Hora  |                | Resultado |                | 1     | 2     | 3     | 4     | 5     | Puntuación total | Reporte   |
| ----------- | ----- | -------------- | --------- | -------------- | ----- | ----- | ----- | ----- | ----- | ---------------- | --------- |
| 17 de julio | 15:35 | Estados Unidos | 1 – 3     | Puerto Rico    | 23-25 | 26-24 | 20-25 | 26-28 | -     | 95 – 102         | [P2] [P3] |
| 17 de julio | 19:05 | Canadá         | 3 – 0     | México         | 25-18 | 25-19 | 25-18 | -     | -     | 75 – 55          | [P2] [P3] |
| 19 de julio | 15:35 | Canadá         | 3 – 1     | Puerto Rico    | 25-23 | 25-23 | 21-25 | 25-20 | -     | 96 – 91          | [P2] [P3] |
| 19 de julio | 21:05 | Estados Unidos | 3 – 1     | México         | 20-25 | 27-25 | 25-16 | 25-17 | -     | 97 – 83          | [P2] [P3] |
| 21 de julio | 15:35 | México         | 0 – 3     | Puerto Rico    | 23-25 | 14-25 | 20-25 | -     | -     | 57 – 75          | [P2] [P3] |
| 21 de julio | 19:05 | Canadá         | 3 – 2     | Estados Unidos | 19-25 | 25-27 | 25-23 | 25-16 | 15-12 | 109 – 103        | [P2] [P3] |

### Ronda final
|  |              |                |              |  |  | Cuartos de final | Cuartos de final | Cuartos de final |  |  | Semifinales | Semifinales | Semifinales |  |  | Final        | Final        | Final        |
|  |              |                |              |  |  |                  |                  |                  |  |  |             |             |             |  |  |              |              |              |
|  |              |                |              |  |  |                  |                  |                  |  |  | 1A          | Brasil      | 3           |  |  |              |              |              |
|  | Quinto Lugar | Quinto Lugar   | Quinto Lugar |  |  | 2B               | Puerto Rico      | 3                |  |  | 2B          | Puerto Rico | 0           |  |  |              |              |              |
|  |              |                |              |  |  | 3A               | Cuba             | 2                |  |  |             |             |             |  |  | 2A           | Argentina    | 3            |
|  | 3A           | Cuba           | 3            |  |  |                  |                  |                  |  |  |             |             |             |  |  | 1A           | Brasil       | 2            |
|  | 3B           | Estados Unidos | 1            |  |  |                  |                  |                  |  |  | 1B          | Canadá      | 1           |  |  |              |              |              |
|  |              |                |              |  |  | 2A               | Argentina        | 3                |  |  | 2A          | Argentina   | 3           |  |  | Tercer lugar | Tercer lugar | Tercer lugar |
|  |              |                |              |  |  | 3B               | Estados Unidos   | 0                |  |  |             |             |             |  |  |              |              |              |
|  |              |                |              |  |  |                  |                  |                  |  |  |             |             |             |  |  | 1B           | Canadá       | 3            |
|  |              |                |              |  |  |                  |                  |                  |  |  |             |             |             |  |  | 2B           | Puerto Rico  | 1            |

#### Cuartos de final
| Fecha       | Hora  | Partido     | Partido   | Partido        | Sets  | Sets  | Sets  | Sets  | Sets  | Puntuación total | Reporte   |
| Fecha       | Hora  |             | Resultado |                | 1     | 2     | 3     | 4     | 5     | Puntuación total | Reporte   |
| ----------- | ----- | ----------- | --------- | -------------- | ----- | ----- | ----- | ----- | ----- | ---------------- | --------- |
| 22 de julio | 19:11 | Argentina   | 3 – 0     | Estados Unidos | 25-16 | 25-21 | 25-15 | -     | -     | 75 – 52          | [P2] [P3] |
| 22 de julio | 21:12 | Puerto Rico | 3 – 2     | Cuba           | 20-25 | 22-25 | 25-21 | 25-20 | 15-11 | 107 – 102        | [P2] [P3] |

#### Partido 7.° y 8.° lugar
| Fecha       | Hora  | Partido  | Partido   | Partido | Sets  | Sets  | Sets  | Sets | Sets | Puntuación total | Reporte   |
| Fecha       | Hora  |          | Resultado |         | 1     | 2     | 3     | 4    | 5    | Puntuación total | Reporte   |
| ----------- | ----- | -------- | --------- | ------- | ----- | ----- | ----- | ---- | ---- | ---------------- | --------- |
| 24 de julio | 13:30 | Colombia | 0 – 3     | México  | 20-25 | 17-25 | 18-25 | -    | -    | 55 – 75          | [P2] [P3] |

#### Partido 5.° y 6.° lugar
| Fecha       | Hora  | Partido        | Partido   | Partido | Sets  | Sets  | Sets  | Sets  | Sets | Puntuación total | Reporte   |
| Fecha       | Hora  |                | Resultado |         | 1     | 2     | 3     | 4     | 5    | Puntuación total | Reporte   |
| ----------- | ----- | -------------- | --------- | ------- | ----- | ----- | ----- | ----- | ---- | ---------------- | --------- |
| 24 de julio | 15:30 | Estados Unidos | 1 – 3     | Cuba    | 30-28 | 22-25 | 14-25 | 22-25 | -    | 88 – 103         | [P2] [P3] |

#### Semifinales
| Fecha       | Hora  | Partido | Partido   | Partido     | Sets  | Sets  | Sets  | Sets  | Sets | Puntuación total | Reporte   |
| Fecha       | Hora  |         | Resultado |             | 1     | 2     | 3     | 4     | 5    | Puntuación total | Reporte   |
| ----------- | ----- | ------- | --------- | ----------- | ----- | ----- | ----- | ----- | ---- | ---------------- | --------- |
| 24 de julio | 19:05 | Canadá  | 1 – 3     | Argentina   | 26-28 | 25-20 | 21-25 | 23-25 | -    | 95 – 98          | [P2] [P3] |
| 24 de julio | 21:53 | Brasil  | 3 – 0     | Puerto Rico | 25-16 | 25-17 | 25-23 | -     | -    | 75 – 56          | [P2] [P3] |

#### Partido3.ery 4.° lugar
| Fecha       | Hora  | Partido | Partido   | Partido     | Sets  | Sets  | Sets  | Sets  | Sets | Puntuación total | Reporte   |
| Fecha       | Hora  |         | Resultado |             | 1     | 2     | 3     | 4     | 5    | Puntuación total | Reporte   |
| ----------- | ----- | ------- | --------- | ----------- | ----- | ----- | ----- | ----- | ---- | ---------------- | --------- |
| 26 de julio | 11:00 | Canadá  | 3 – 1     | Puerto Rico | 25-11 | 25-12 | 23-25 | 25-18 | -    | 98 – 66          | [P2] [P3] |

#### Final
| Fecha       | Hora  | Partido   | Partido   | Partido | Sets  | Sets  | Sets  | Sets  | Sets | Puntuación total | Reporte   |
| Fecha       | Hora  |           | Resultado |         | 1     | 2     | 3     | 4     | 5    | Puntuación total | Reporte   |
| ----------- | ----- | --------- | --------- | ------- | ----- | ----- | ----- | ----- | ---- | ---------------- | --------- |
| 26 de julio | 15:00 | Argentina | 3 – 2     | Brasil  | 25-23 | 18-25 | 19-25 | 25-23 | 15-8 | 102 – 104        | [P2] [P3] |

### Medallero
| Evento | Oro                            | Plata                          | Bronce                                 |
| ------ | ------------------------------ | ------------------------------ | -------------------------------------- |
|        | Campeón Panamericano Argentina | Subcampeón Panamericano Brasil | Ganador de la Medalla de Bronce Canadá |

## Clasificación general
| Pos | Equipo         |
| --- | -------------- |
| 1   | Argentina      |
| 2   | Brasil         |
| 3   | Canadá         |
| 4   | Puerto Rico    |
| 5   | Cuba           |
| 6   | Estados Unidos |
| 7   | México         |
| 8   | Colombia       |

## Distinciones individuales
| Distinción      | Nombre | Equipo       |
| --------------- | ------ | ------------ |
| MVP             |        | Bandera de ? |
| Mejor anotador  |        | Bandera de ? |
| Mejor ataque    |        | Bandera de ? |
| Mejor bloqueo   |        | Bandera de ? |
| Mejor servicio  |        | Bandera de ? |
| Mejor armador   |        | Bandera de ? |
| Mejor recepción |        | Bandera de ? |
| Mejor defensa   |        | Bandera de ? |
| Mejor líbero    |        | Bandera de ? |

- Datos: Q19956878